# ويليام مارشال (سياسي)
ويليام مارشال (بالإنجليزية: William Marshall)‏ هو سياسي أسترالي، ولد في 22 يونيو 1885 في أستراليا، وتوفي في 19 أغسطس 1952 في داروين في أستراليا. حزبياً، نشط في حزب العمال الأسترالي ‏. وقد انتخب عضو الجمعية التشريعية لأستراليا الغربية.